# Brechmorhoga innupta
Brechmorhoga innupta – gatunek ważki z rodziny ważkowatych (Libellulidae). Występuje na terenie Ameryki Południowej.